# Lưu Hải Khoan
Lưu Hải Khoan (tiếng Trung: 刘海宽; bính âm: Liú Hǎi Kuān; sinh ngày 3 tháng 8 năm 1994 tại tỉnh Cát Lâm) là một nam diễn viên người Trung Quốc và xuất hiện lần đầu trên màn ảnh trong bộ phim truyền hình Gamer's Generation năm 2016. Năm 2019, anh tham gia bộ phim truyền hình Trần Tình Lệnh.

## Danh sách phim

### Phim truyền hình
| Năm  | Tựa phim                         | Tựa tiếng Trung  | Vai diễn        | Ghi chú   |
| ---- | -------------------------------- | ---------------- | --------------- | --------- |
| 2016 | Gamer's Generation               | 电竞纪元         | Qin Xiaotian    |           |
| 2017 | My Celestial College             | 我的仙界学院     | Chi Yin         |           |
| 2017 | Độc bộ thiên hạ                  | 独步天下         | Tế Nhĩ Cáp Lãng |           |
| 2018 | Pháp Y Tần Minh: Người sống sót  | 法医秦明之幸存者 | Lâm Đào         |           |
| 2018 | Shall We Fall In Love            | 勇往直前恋上你   | Zhou Huaming    |           |
| 2019 | Trần Tình Lệnh                   | 陈情令           | Lan Xichen      |           |
| 2020 | Mr. Honesty                      | 不說謊戀人       | Li Zhe          |           |
| 2021 | 1 Vs 100 Dream Boys              | 做梦吧！晶晶     |                 |           |
| 2021 | The Long Ballad                  | 长歌行           | Situ Langlang   |           |
| 2021 | I Am the Years You Are the Stars | 我的百岁恋人     | Jiang Baiju     | Vai chính |
| TBA  | Farewell to Arms                 | 烽烟尽处         | Peng Xuewen     |           |
| TBA  | Mirror: Twin Cities              | 镜·双城          | Yun Huan        |           |

## Giải thưởng
| Năm  | Giải thưởng                      | Hạng mục               | Tác phẩm đề cử | Kết quả   | Nguồn |
| ---- | -------------------------------- | ---------------------- | -------------- | --------- | ----- |
| 2019 | Tencent Video TV And Movie Award | Diễn viên mới xuất sắc | Trần Tình Lệnh | Đoạt giải | [ 2 ] |